# Transport United
El Transport United es un equipo de fútbol de Bután que juega en la Bhutan Premier League, la liga de fútbol más importante del país.

## Historia
Fue fundado en el año 2000 en la capital Thimphu y representa al sector de Transporte Público de Bután. Es el segundo equipo más exitoso del país, al haberse proclamado campeón de Liga en 4 ocasiones.
A nivel internacional ha participado en 4 torneos continentales, donde en ninguno de ellos ha avanzado de la Primera fase.

## Palmarés
- A-Division: 4

2004, 2005, 2006, 2007, 2017 2018

## Participación en competiciones de la AFC
| Temporada | Torneo                    | Ronda          | Club                   | Casa | Visita | Global    |
| --------- | ------------------------- | -------------- | ---------------------- | ---- | ------ | --------- |
| 2005      | Copa Presidente de la AFC | Fase de grupos | Regar-TadAZ Tursunzoda | 1-6  | 1-6    | 4.º lugar |
| 2005      | Copa Presidente de la AFC | Fase de grupos | Three Star Club        | 1-2  | 1-2    | 4.º lugar |
| 2005      | Copa Presidente de la AFC | Fase de grupos | Taipower FC            | 0-1  | 0-1    | 4.º lugar |
| 2006      | Copa Presidente de la AFC | Fase de grupos | Khemara Keila FC       | 1-2  | 1-2    | 3º Lugar  |
| 2006      | Copa Presidente de la AFC | Fase de grupos | Pakistan Army FC       | 1-0  | 1-0    | 3º Lugar  |
| 2006      | Copa Presidente de la AFC | Fase de grupos | Tatung FC              | 0-5  | 0-5    | 3º Lugar  |
| 2007      | Copa Presidente de la AFC | Fase de grupos | Regar-TadAZ Tursunzoda | 0-13 | 0-13   | 3º Lugar  |
| 2007      | Copa Presidente de la AFC | Fase de grupos | Ratnam SC              | 0-6  | 0-6    | 3º Lugar  |
| 2007      | Copa Presidente de la AFC | Fase de grupos | Pakistan Army FC       | 3-2  | 3-2    |           |
| 2008      | Copa Presidente de la AFC | Fase de grupos | Ratnam SC              | 1-7  | 1-7    | 4.º lugar |
| 2008      | Copa Presidente de la AFC | Fase de grupos | FC Asgabat             | 1-7  | 1-7    | 4.º lugar |
| 2008      | Copa Presidente de la AFC | Fase de grupos | Kanbawza FC            | 0-11 | 0-11   | 4.º lugar |
| 2018      | Copa AFC                  | Preliminar     | Bengaluru FC           | 0-0  | 0-3    | 0-3       |
| 2019      | Copa AFC                  | Preliminar     | Colombo FC             | 1-2  | 1-7    | 2-9       |